# WavPack
WavPack — вільний аудіо кодек з відкритими вихідними кодами для стиснення аудіо-сигналу без втрати якості.

## Можливості
- Сумісність з усіма рівнями квантування імпульсно-кодової модуляції (англ. PCM): 8, 16, 24 та 32-бітні цілі; 32-бітні з плаваючою крапкою; моно, стерео та багатоканального звуку; частота дискретизації від 6 до 192 kHz (та всі інші нестандартні в цьому проміжку)
- Підтримка багатьох платформ, зокрема: Windows, Linux і MacOS X; окрім цього, можливість відтворення у флеш-плеєрі[2] (на будь-якій ОС, що повністю підтримує Flash 9)
- Миттєве переміщення по треку і здатність до потокової трансляції
- ReplayGain
- Використання ID3v1 та APEv2 тегів для зберігання метаданих (включаючи ReplayGain)
- Податливий до пропускання помилок формат блоків
- Спеціальний додатковий «асиметричний» режим для збільшення рівня компресії
- MD5 контрольні суми для перевірки аудіо- та метаданих
- Унікальний гібридний режим (створюються два файли, один з втратою якості невеликого розміру, інший — корекція до «безвтратного»)
- Використання «Dynamic noise shaping[en]» для кращої якості на малих бітрейтах в гібридному режимі
- Безкоштовні та повністю відкриті бібліотеки під ліцензією BSD
- Інтуїтивний інтерфейс командного рядка
- Невеликий розмір застосунків
- Наявна спеціальна низько-латентна версія для особливих задач (інтернет-телефонія і т.д.)
- Повна зворотна сумісність з початковою реалізацією WavPack версії 1.0
- Наявні Java декодер та енкодер

## Апаратна підтримка
Наразі невелика кількість апаратних пристрої відтворення звуку підтримують кодек WavPack, однак це можна виправити спеціальними неофіційними «прошивками», такими як RockBox (як в «гібридному», так і в варіанті без втрат). Пристрої з «рідною» підтримкою формату:
- Cowon A3 PMP
- Skydigital Venice V38 HD Combo
- DViCO TViX HD M-6500A та HD M-7000A
- Slim Devices Squeezebox